# Salix piptotricha
Salix piptotricha är en videväxtart som beskrevs av Hand.-mazz.. Salix piptotricha ingår i släktet viden, och familjen videväxter. Inga underarter finns listade i Catalogue of Life.